# 尚店乡
尚店乡是中国山东省聊城市临清市下辖的一个乡。

## 行政区划
尚店乡下辖尚店村、祝楼村、荆林村、方荆林村、东荆林村、段刘庄村、苇元村、随庄村、草庙村、胡宅村、田庄村、司洼村、曲庄村、阎屯村、黄杨村、辛庄村、东王村、西王村、前焦村、焦东村、焦西村、焦南村、贾牌村、林庄村、张庄村、东白村、西白村、东段村、西段村、公刘村、前宅村、后宅村、仓上村、洼里村。